# Raby Castle

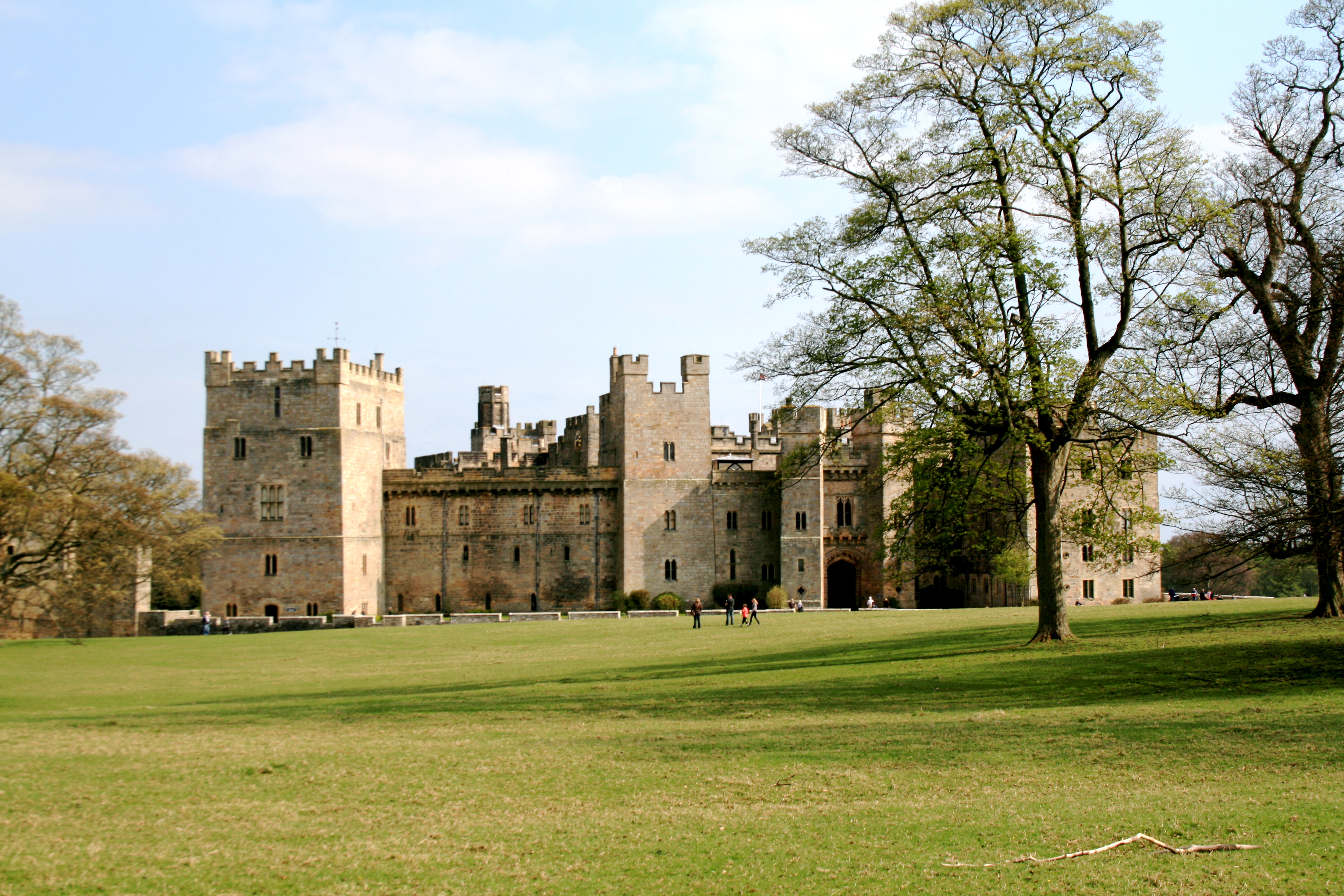
Raby Castle im Frühjahr 2009

Raby Castle ist eine mittelalterliche Burg beim Dorf Staindrop im englischen County Durham. Sie liegt inmitten eines 81 Hektar großen Rehparks. John Neville, 3. Baron Neville de Raby, ließ sie ungefähr 1367–1390 erbauen. Cecily Neville, die Mutter der Könige Eduard IV. und Richard III., wurde hier geboren. Nachdem Charles Neville, 6. Earl of Westmorland, 1569 die gescheiterte Revolution Rising of the North für Maria Stuart angeführt hatte, wurde Raby Castle unter königlichen Schutz gestellt.
Sir Henry Vane der Ältere kaufte Raby Castle 1626, ebenso wie das benachbarte Barnard Castle von der Krone und die Earls of Darlington und Dukes of Cleveland ließen eine gotische Eingangshalle und einen achteckigen Salon dazubauen. Von 1883 bis 1891 waren sie Dukes of Cleveland und behielten den Titel des Lord Barnard. Im 17. und 18. Jahrhundert wurden umfangreiche Änderungen an der Burg durchgeführt. Es ist der Familiensitz von John Vane, 11. Baron Barnard. Die Burg ist sowohl für ihre Größe als auch für die dort enthaltenen Kunstgegenstände, wie z. B. Werke alter Meister und Porträts, bekannt. English Heritage hat die Burg als historisches Gebäude I. Grades gelistet. Es ist, je nach Jahreszeit, öffentlich zugänglich.

## Geschichte

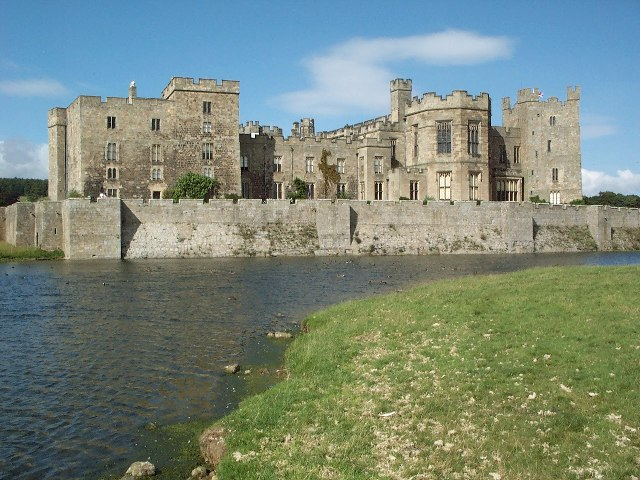
Südfassade von Raby Castle

Das Haus Neville hatte die Grundherrschaft von Raby seit dem 13. Jahrhundert inne und, obwohl die Familie keinen formellen Titel hatte, wurde sie ab 1295 als „Barons of Raby“ zum Parlament geladen.
Ranulph Neville, 1. Baron Neville de Raby, war das erste Familienmitglied, das zum Parlament geladen wurde. Sein Erbe, John Neville (1299/1300–1335), wurde Mitglied im Haushalt von Thomas of Lancaster, 2. Earl of Lancaster, und begründete so die Verbindung der Familie mit den Earls of Lancaster. Raby war der Hauptsitz der Familie, das Zentrum ihrer Macht, und ab etwa 1300 könnte es ein befestigtes Gebäude an der Stelle der heutigen Burg gegeben haben. In der zweiten Hälfte des 14. Jahrhunderts begannen die Nevilles damit, einige ihrer Besitzungen in Nordengland neu zu bebauen, auch Raby Castle ungefähr zwischen 1367 und 1390. In den letzten Jahren dieses Jahrhunderts wurden die Nevilles zu einer der mächtigsten Familien in Nordengland, vergleichbar mit dem Haus Percy, die 1377 zu Earls of Northumberland erhoben wurden.
1378 erteilte Thomas Hatfield, Bischof von Durham, John de Neville die Erlaubnis, sein Anwesen in Raby zu befestigen. John starb 1388 und sein Sohn Ralph folgte ihm nach. Aus dieser Zeit sind fast keine Familiendokumente bis heute erhalten, sodass der Bau von Raby Castle kaum dokumentiert ist. Die Datierung beruht größtenteils auf architektonischen Details. In den Worten des Historikers Anthony Emery „verwandelten (die Bauarbeiten das Gebäude) von einem leicht zu verteidigenden Haus in eine Palast-Festung“.
Ralph Neville wurde am 29. September 1397 von König Richard II. als Lohn für seine Loyalität im Angesicht politischer Umtriebe zum Earl of Westmorland erhoben. Aber die traditionelle Verbindung der Familie mit den Earls of Lancaster bedeutete, dass Neville im Juli 1399, als Henry Bolingbroke aus dem Haus Lancaster einfiel, sich auf die Seite von Bolingbroke schlug. Neville half dabei, Richard II. zur Abdankung zu bewegen und Heinrich Bolingbroke wurde zum König Heinrich IV. gekrönt. Neville wurde am Tag von Heinrichs Krönung zum Earl Marshal von England gemacht und 1403 zum Ritter des Hosenbandordens erhoben.
Henry Neville, 5. Earl of Westmorland, starb 1564 und sein Sohn Charles folgte ihm nach. Die Nevilles waren Katholiken und Charles war einer der Anführer des gescheiterten Rising of the North 1569 gegen Englands protestantische Königin Elisabeth I. Wegen der Ernsthaftigkeit der Bedrohung für die Krone wurden mehr als 800 Rebellen hingerichtet und Charles Neville und Thomas Percy (der Earl of Westmorland und ein anderer Anführer der Rebellion) flohen ins Exil. 1571 wurde Neville für vogelfrei erklärt und seine Besitzungen zugunsten der Krone eingezogen.

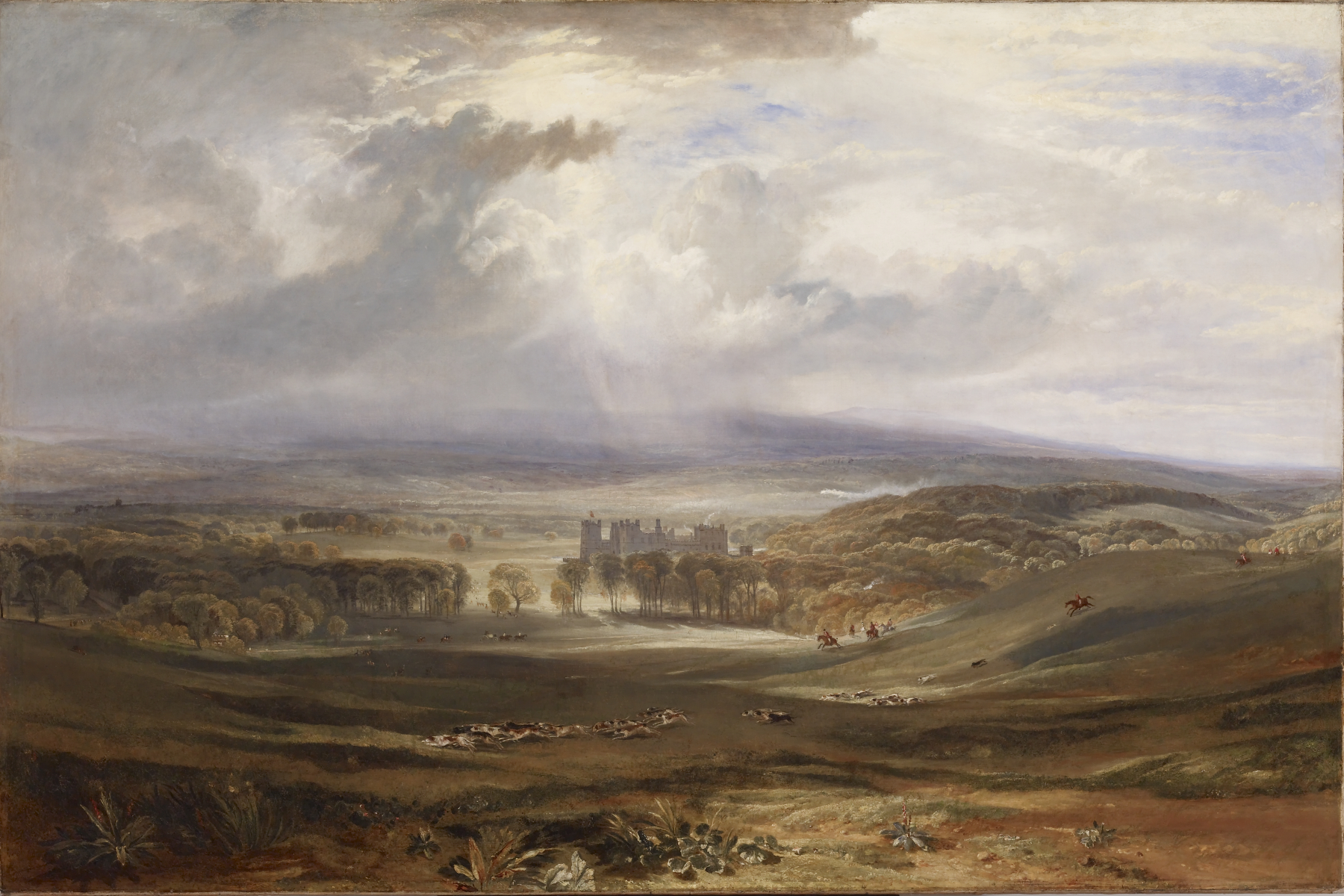
Ein Gemälde William Turners von Raby Castle und der umgebenden Landschaft Anfang des 19. Jahrhunderts (The Walters Art Museum)

Nach dem Rising of the North wurde die Burg für mehr als 43 Jahre  Eigentum der Krone, bevor sie Henry Vane der Ältere kaufte. Er war beeindruckt von der Größe der Burg und von den umgebenden Ländereien, ganz im Gegensatz zu Barnard Castle, das durch die umgebende Stadt eingeengt war. Das Haus Vane war für den größten Teil der Modernisierungen an der Burg verantwortlich, speziell auch in den Innenräumen. Dies umfasste auch die Renovierung der mittelalterlichen Kapelle und des Salons.
Die Familie ließ einen Fahrweg durch die Burg ziehen, was großen Schaden an ihrem mittelalterlichen Mauerwerk anrichtete. Architekt ‚‘William Burn‘‘ führte in den Jahren 1843 bis 1848 Veränderungen an Raby Castle durch, darunter auch den Bau von neuen Dächern für den Rittersaal und die Kapelle und den Anbau eines Salons im jakobinischem Stil an einen der Türme. Die derzeitige Eigentümerfamilie ist auch für die große Kunstsammlung in der Burg verantwortlich.
Am 17. März 1849 folgte der damalige Prinz von Oranien als König Wilhelm III. seinem Vater in den Niederlanden. Zu diesem Zeitpunkt war er gerade Gast der Duchess of Cleveland auf Raby Castle.
1891 starb der frühere 4. Duke of Cleveland, wobei er keinen Erben für die Burg und ihre ausgedehnten Ländereien hinterließ. Der Erbfall wurde 1891 entschieden, als das Committee of Privileges des House of Lords seinen Verwandten‚ Henry de Vere Vane zum 9. Baron Barnard und Erben der ausgedehnten Ländereien von Raby bestimmte. Er erbte aber nicht den Titel eines Duke of Cleveland, der daraufhin erlosch.
Christopher Vane, 10. Baron Barnard, verkaufte fast das gesamte, 21.000 Hektar umfassende Land von Raby Castle und behielt nur 693 Hektar. Raby Castle ist jedes Jahr zwischen Mai und September und an Ostern öffentlich zugänglich. In den Jahren 2007/2008 zählte man etwa 26.000 Besucher.

## Aufbau

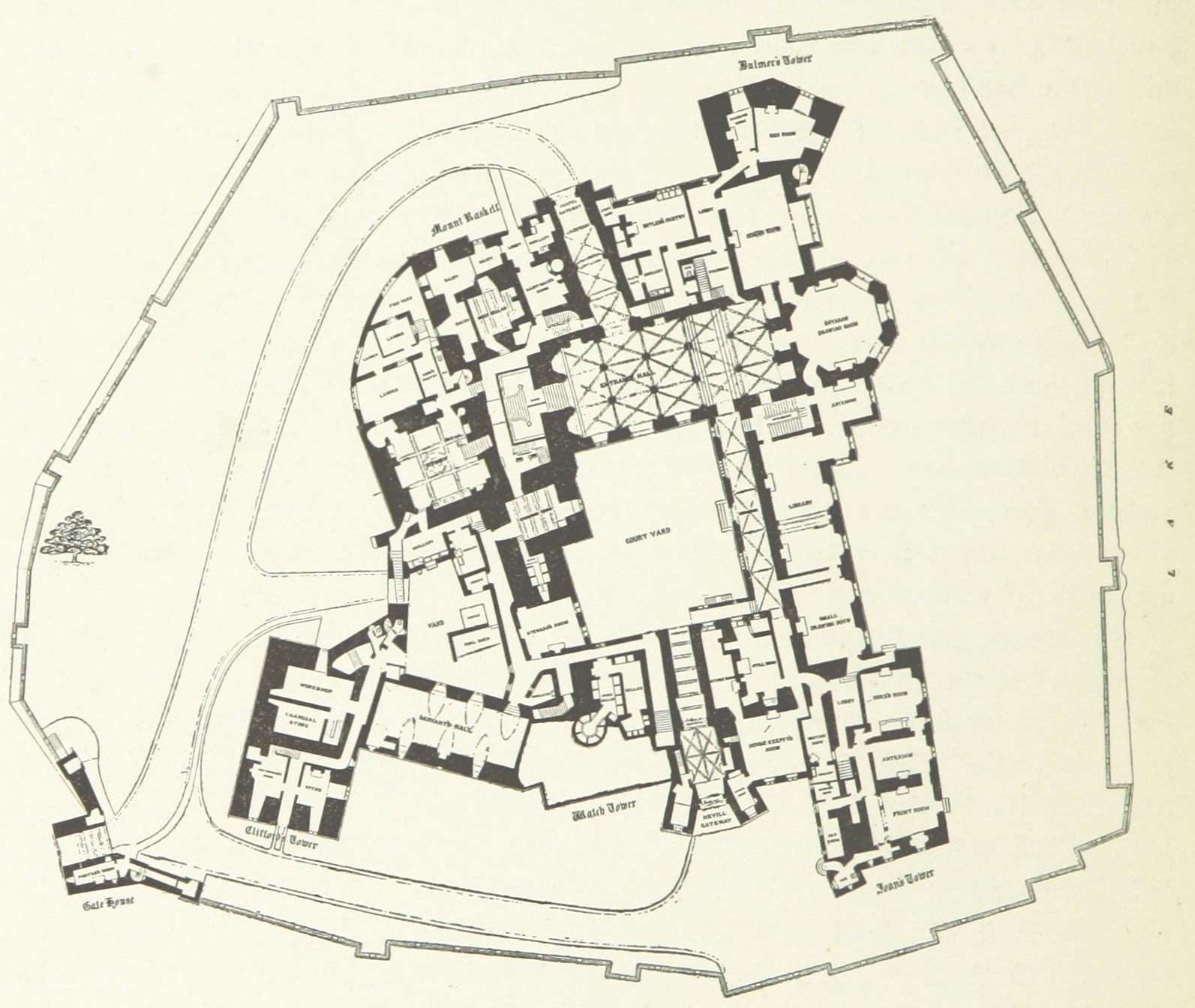
Grundriss der Burg aus: J. D. Mackenzie: The Castles of England: their story and structure.

Raby Castle hat einen unregelmäßigen Grundriss mit neun Türmen entlang seiner Umfassungsmauer. Der Haupteingang war im Westen durch das vierstöckige Torhaus der Nevilles. Den Zugang zum Torhaus vermittelte eine Zugbrücke, die aber später durch einen beflaggten Damm ersetzt wurde. Im Torhaus waren ursprünglich drei Fallgatter angebracht, wie man heute noch an den Nischen für ihre Bedienung sehen kann. Zwei kleinere Türme neben dem Torhaus haben keine Verteidigungsfunktion und wurden bei den Renovierungsarbeiten hinzugefügt, die Henry Vane, 2. Earl of Darlington, veranlasste.
In das Torhaus gelangt man auch durch eine Türe in der Kurtine, die sich bis zu einer Höhe von 10 Metern über dem Wasserspiegel im Burggraben aufschwang. Sie ist in regelmäßigen Abständen mit Strebewerkstürmen verstärkt und bildete eine zweite Verteidigungslinie, wobei der Burggraben die erste war. Der Weg entlang der Brüstung war der alte Wehrgang, an dem die Wachen postiert waren. Ähnliche Wege kann man am York Castle und um die Stadt Oxford finden. Die Gebäude der Burg sind um einen zentralen Burghof herum angeordnet. Den östlichen Teil bildet der Rittersaal, der auch „Baron’s Hall“ genannt wird. Die Inneneinrichtungen des Donjons und der Küchen sind größtenteils intakt.

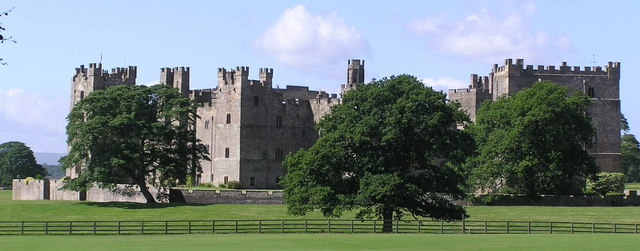
Panorama der Burg mit den Türmen und den Verteidigungseinrichtungen an der Nordostseite

## Kunstgegenstände
Die Burg ist für ihre Kunstgegenstände bekannt, die größtenteils von der Familie ‘’Vane’’ gesammelt wurden, darunter Werke alter Meister und Familienportraits. Bekannte Künstler, deren Werke sich in der Sammlung auf der Burg befinden, sind z. B. Luca Giordano, Anthonis van Dyck und Sir Joshua Reynolds. Im kleinen Salon gibt es eine schöne Sammlung von Gemälden, die Sportarten darstellen und die Interessen der Familie aufzeigen, darunter Arbeiten von Benjamin Marshall, Henry Bernard Chalon, Sir Alfred Munnings und anderen.
In der Bücherei gibt es einige schöne Gemälde, wie z. B. zwei architektonische Fantasieentwürfe, einen von Marco und Sebastiano Ricci und den anderen von Antonio Joli.  Unter den Porträts finden sich zwei von Sir Peter Lely, die Lady Mary Sackville und Louise de Kerouaille zeigen, eines von Pompeo Batoni, das William Bankes zeigt, und andere Familienporträts, z. B. das von Henry Vane dem Älteren und Henry Vane dem Jüngeren. Der letztere war damals Gouverneur von Massachusetts.
Die Gemälde im Vorzimmer der Bibliothek stammen hauptsächlich aus der holländischen und flämischen Schule und umfassen Werke von Pieter de Hooch und David Teniers dem Jüngeren. Das Speisezimmer enthält einige der beeindruckendsten Gemälde der Burg, z. B. Werke von Sir Joshua Reynolds und Anthonis van Dyck. Die Gemälde in diesem Raum sind vornehmlich Porträts von Familienmitgliedern oder Bekannten der Familie.